# Louis Baillon
Louis Charles Baillon (5 de agosto de 1881 en Bahía Fox, Isla Gran Malvina, Islas Malvinas - 2 de septiembre de 1965 en Brixworth, Northamptonshire) fue un jugador de hockey sobre césped británico.
Ganó una medalla de oro con el equipo de Inglaterra en los Juegos Olímpicos de 1908 en Londres, cuando tenía 27 años de edad. Hasta el momento es el único malvinense en ser medallista olímpico.

## Biografía
Su padre era un granjero que había inmigrado desde Nottingham, Inglaterra, a las Malvinas, y se casó allí con una isleña en 1876. Louis fue el segundo de cinco hijos nacidos en las islas. Luego él se fue a estudiar a Inglaterra a corta edad y se radicó allí, donde formó su familia.
La Corona Británica otorgó a la familia Baillon en 1885 la propiedad de una granja en el oeste de la bahía Fox. Esto no fue transmitido a la Falkland Islands Company por Baillon hasta 1939, cuando ya estaba radicado en las islas británicas.
Se instaló en Northampton y se casó allí en 1910. El matrimonio tuvo una hija y cuatro hijos, dos de los cuales murieron en la batalla de Inglaterra de la Segunda Guerra Mundial.
También se desempeñó como empresario, siendo director de la emperesa cervecera Phipps Brewery (en).
Durante su carrera deportiva jugó en el club de Northampton y disputó nueve partidos con la selección inglesa de Hockey sobre césped como lateral izquierdo. También jugó al futbol con el Wandsworth AFC. A los 50 años de edad todavía participaba en el equipo de tenis del condado Northants.